# Draculo maugei
Draculo maugei là một loài cá biển thuộc chi Draculo trong họ Cá đàn lia. Loài này được mô tả lần đầu tiên vào năm 1966.

## Phân bố và môi trường sống
D. maugei có phạm vi phân bố ở Tây Ấn Độ Dương. Loài cá này được tìm thấy ở ngoài khơi đảo Madagascar. Chúng sống ở độ sâu khoảng 3 m trở lại.